# US Sambenedettese
Unione Sportiva Sambenedettese, zkráceně jen Sambenedettese je italský fotbalový klub hrající v sezóně 2024/25 ve 4. italské fotbalové lize sídlící ve městě San Benedetto del Tronto v regionu Marche.
Klub byl založen v roce 1923 jako Unione Sportiva Sambenedettese po spojení klubů Fortitudo, Serenissima a Forza Coraggio. I když fotbal se ve městě San Benedetto del Tronto hrál již od roku 1907. První soutěžní sezonu odehrál v sezoně 1926/27 v soutěži Terza Divisione.
První velký úspěch klub zaznamenal v sezoně 1955/56. Vyhrál totiž třetí ligu a slavil tak postup do druhé ligy. Ve druhé lize zůstal až do sezony 1962/63. Naposled v ní hrál v sezoně 1988/89.
Naopak nejhorší období klub zaznamenal po sezoně 1993/94 když klub ohlásil bankrot, ale klub se v létě založil znovu. Další bankrot klub ohlásil ještě v letech 2006, 2009, 2013 a 2021.
Nejlepší umístění ve druhé lize bylo 8. místo v sezonách 1977/78, 1981/82 a 1982/83.
Klub hraje na stadionu Stadio Riviera delle Palme pro 13 680 diváků který se postavil v roce 1985 a první utkání odehrál domácí klub proti AC Milán. Rekonstruovaný byl v roce 2010 a na střeše stadionu je nainstalována fotovoltaika.

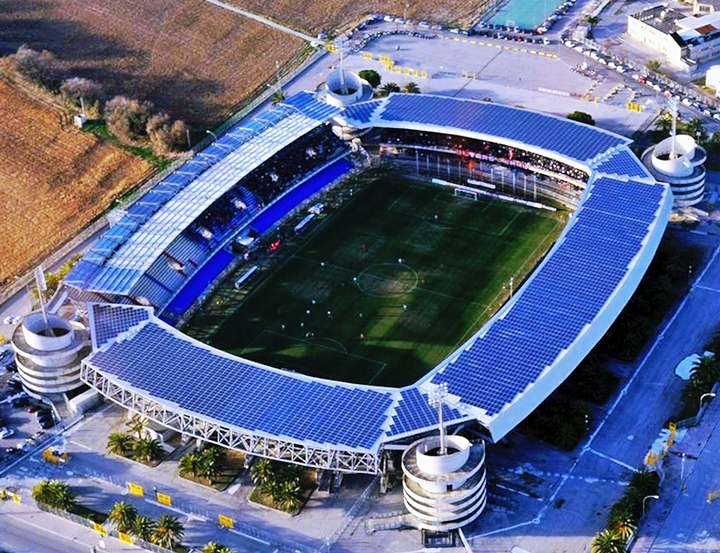
Stadion Riviera delle Palme

## Změny názvu klubu
- 1926/27 – 1937/38 – US Sambenedettese (Unione Sportiva Sambenedettese)
- 1938/39 – 1982/83 – SS Sambenedettese (Società Sportiva Sambenedettese)
- 1983/84 – 1993/94 – Sambenedettese Calcio (Sambenedettese Calcio)
- 1994/95 – 2005/06 – Sambenedettese Calcio 1923 (Sambenedettese Calcio 1923)
- 2006/07 – 2008/09 – SS Sambenedettese Calcio (Società Sportiva Sambenedettese Calcio)
- 2009/10 – 2012/13 – US Sambenedettese 1923 (Unione Sportiva Sambenedettese 1923)
- 2013/14 – 2014/15 – ASD Sambenedettese Calcio (Associazione Sportiva Dilettantistica Sambenedettese Calcio)
- 2015/16 – SSD Sambenedettese (Società Sportiva Dilettantistica Sambenedettese)
- 2016/17 – 2020/21 – SS Sambenedettese (Società Sportiva Sambenedettese)
- 2021/22 – 2022/23 – AS Sambenedettese(Associazione Sportiva Sambenedettese)
- 2023/24 – US Sambenedettese (Unione Sportiva Sambenedettese)

## Získané trofeje

### Vyhrané domácí soutěže
- 3. italská liga ( 3x )

1955/56, 1973/74, 1980/81

## Účast v ligách
| Úroveň soutěže | Název soutěže (nynější název) | První hraná sezona | Poslední hraná sezona | celkem odehraných sezon |
| -------------- | ----------------------------- | ------------------ | --------------------- | ----------------------- |
| 2              | Serie B                       | 1956/57            | 1988/89               | 21                      |
| 3              | Serie C                       | 1932/33            | 2020/21               | 44                      |
| 4              | Serie D                       | 1990/91            | 2024/25               | 7                       |
| 5              | Eccellenza                    | 1995/96            | 2012/13               | 9                       |

## Fotbalisté

### Známí hráči v klubu
- Armin Bačinović – (2017/18) reprezentant
- Stefano Borgonovo – (1984/85) reprezentant
- Luca Cigarini – (2004/05) reprezentant  medailista z ME U21 2009.
- Andrea Consigli – (2006/07) reprezentant  medailista z ME U21 2009.
- Julio César de León – (2005) reprezentant  medailista z CA 2001
- Maxi López – (2020-) reprezentant
- Stefano Tacconi – (1979/80) reprezentant  medailista z MS 1990.
- Walter Zenga – (1980–1982) reprezentant  medailista z ME U21 1986, MS 1990.